# جيمس بيثل غريشام
جيمس بيثل غريشام (بالإنجليزية: James Bethel Gresham) هو عسكري أمريكي، ولد في 23 أغسطس 1893 في مقاطعة مكلين في الولايات المتحدة، وتوفي في 3 نوفمبر 1917 في أرتوا في فرنسا.